# Ponte romano di Montemiletto
Il ponte di Montemiletto (in dialetto irpino: "ò ponte e zoccoletti" ovvero ponte di mattoni) è il rudere di un ponte di età romana situato sul fiume Calore Irpino a breve distanza dai centri abitati di Montemiletto e Taurasi. Fu eretto in età romana per consentire l'attraversamento del fiume Calore.

## Storia
La più importante direttrice stradale che ha interessato la città di Abellinum era quella utile a collegare la costa tirrenica con quella adriatica.
Fonti antiche hanno proposto l’esistenza di una strada proveniente dal napoletano e che attraverso il valico di Avella si immetteva nella conca di Avellino con il fine ultimo di condurre sulla via Appia.
Quale che fosse il suo nome, via Napoletana o Domitia, o Campanina, il dato essenziale è che la città di Abellinum, durante l'età romana, fosse collegata alla città di Napoli.

### Ipotesi di percorso
La suddetta strada, o una rettrice alternativa, dopo Abellinum, giunta nei pressi di Pianodardine, poteva risalire in modo agevole in direzione della dorsale di San Michele di Pratola, attraversare l’attuale centro abitato fino alla località Case Petruzzielli e raggiungere la quota massima di Cappella di Bosco.
Dal bivio di Cappella di Bosco la strada doveva necessariamente proseguire in direzione di Campo Marino per poi giungere al ponte di età romana sul fiume Calore in direzione di Taurasi.

## Struttura
Del ponte costruito tra Montemiletto e Taurasi, probabilmente ad un'unica arcata, si sono conservati i resti del pilone in laterizi poggiati sul costone roccioso posizionato dal lato del comune di Montemiletto.
I laterizi che lo compongono, di circa 50 cm. di lunghezza, sono intervallati da strati di malta cementizia e le file poste nella parte alta fanno ipotizzare anche ad un successivo restauro.
A questa costruzione, nota ai locali come o ponte dei zoccoletti (ponte di mattoni), si è aggiunta una seconda struttura costituita da un basamento di forma quadrata che si è resa visibile a seguito di un periodo di forte secca del fiume Calore.
Tale basamento,parte integrante del ponte di età romana, in origine si trovava sulla sponda opposta dal lato del comune di Taurasi.
Per limitare le erosioni la sponda del fiume era stata protetta da un muro rivestito con delle lastre in pietra.
Lo stato di conservazione del pilone in laterizi è ancora discreto mentre il basamento in pietra è destinato allo smembramento a causa delle forti sollecitazioni operate dalle correnti del fiume.

## Il ponte medievale
Dopo il crollo del ponte di età romana, avvenuto per motivi ora ignoti, fu costruito un altro ponte sostitutivo del precedente.
Un atto notarile redatto il 31 gennaio del 1290, con il quale Guglielmo Capialbo di Montemiletto riceve dall’Abate di Monte Vergine due terre una a Festula e l’altra nei pressi del ponte di Taurasi, sembra essere il documento più antico nel quale si attesta l’esistenza di un ponte in questa zona del fiume Calore.
Circa due secoli dopo, il 13 gennaio del 1513: "l'Università di Serino, presenta un ordine del Cardinale luogotenente del Regno, perché non sia costretta a contribuire alla spesa per la riparazione del ponte di Taurasi".
Lo stesso ponte lo ritroviamo citato anche in un altro documento redatto a Taurasi il 16 maggio del 1852: “Nell’anno corrente, per la restaurazione del ponte sul fiume Calore sito tra questo tenimento e quello di Montemiletto, ha concluso che il Decurionato proponga il fondo che somma colle quali intende concorrere alla spesa”.
Il basamento del pilastro è stato realizzato con una tecnica simile al basamento del pilone di età romana dilavato dalla sponda fluviale posta dal lato di Taurasi.
In tutte e due i casi i piloni sono stati realizzati costruendo un basamento con blocchi di pietra squadrati, poi riempiti con calce, blocchi di pietre e ciottoli, il tutto poggiato su di una platea composta da malta cementizia unita a ciottoli fluviali.

## Galleria d'immagini

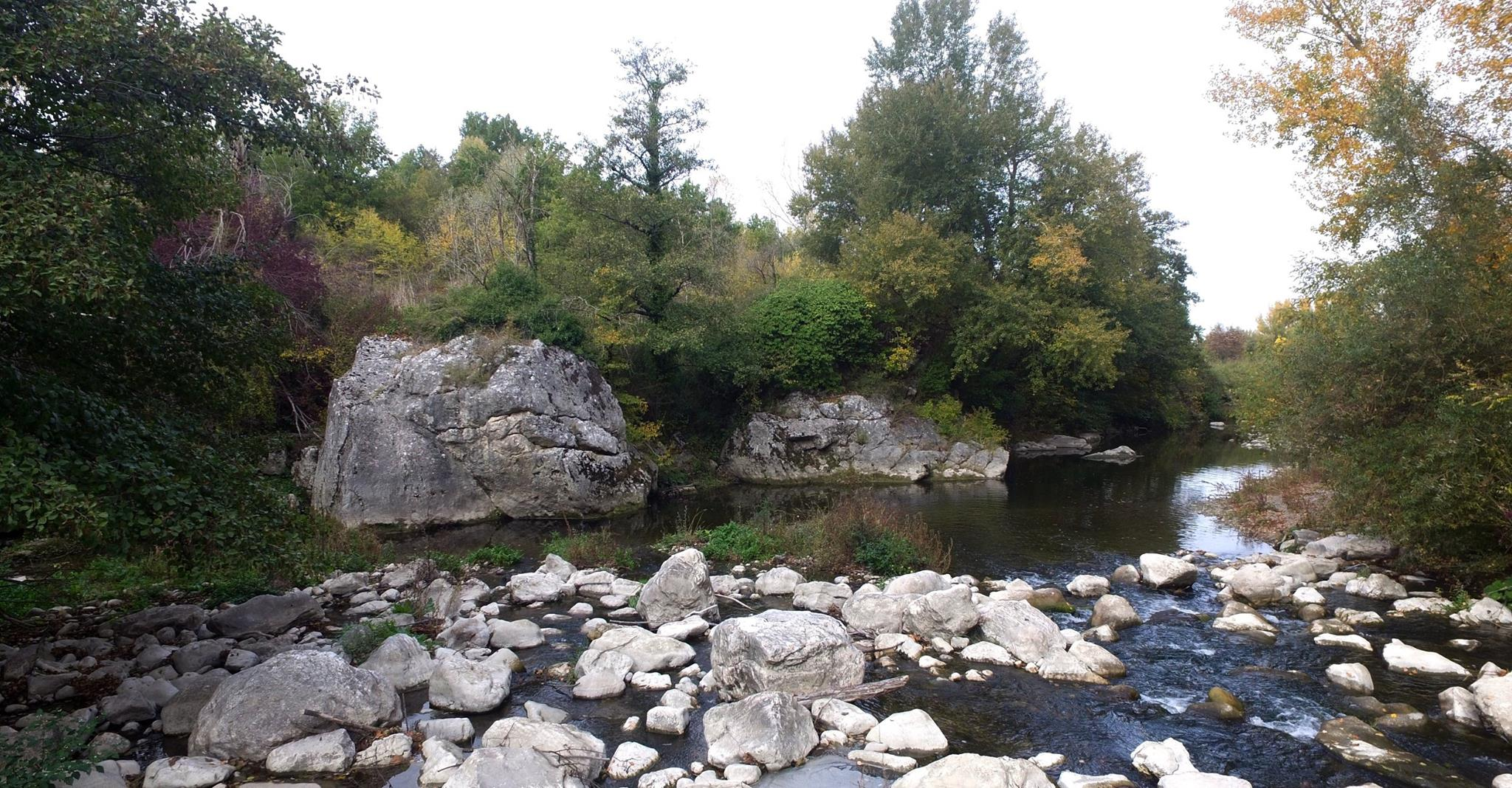
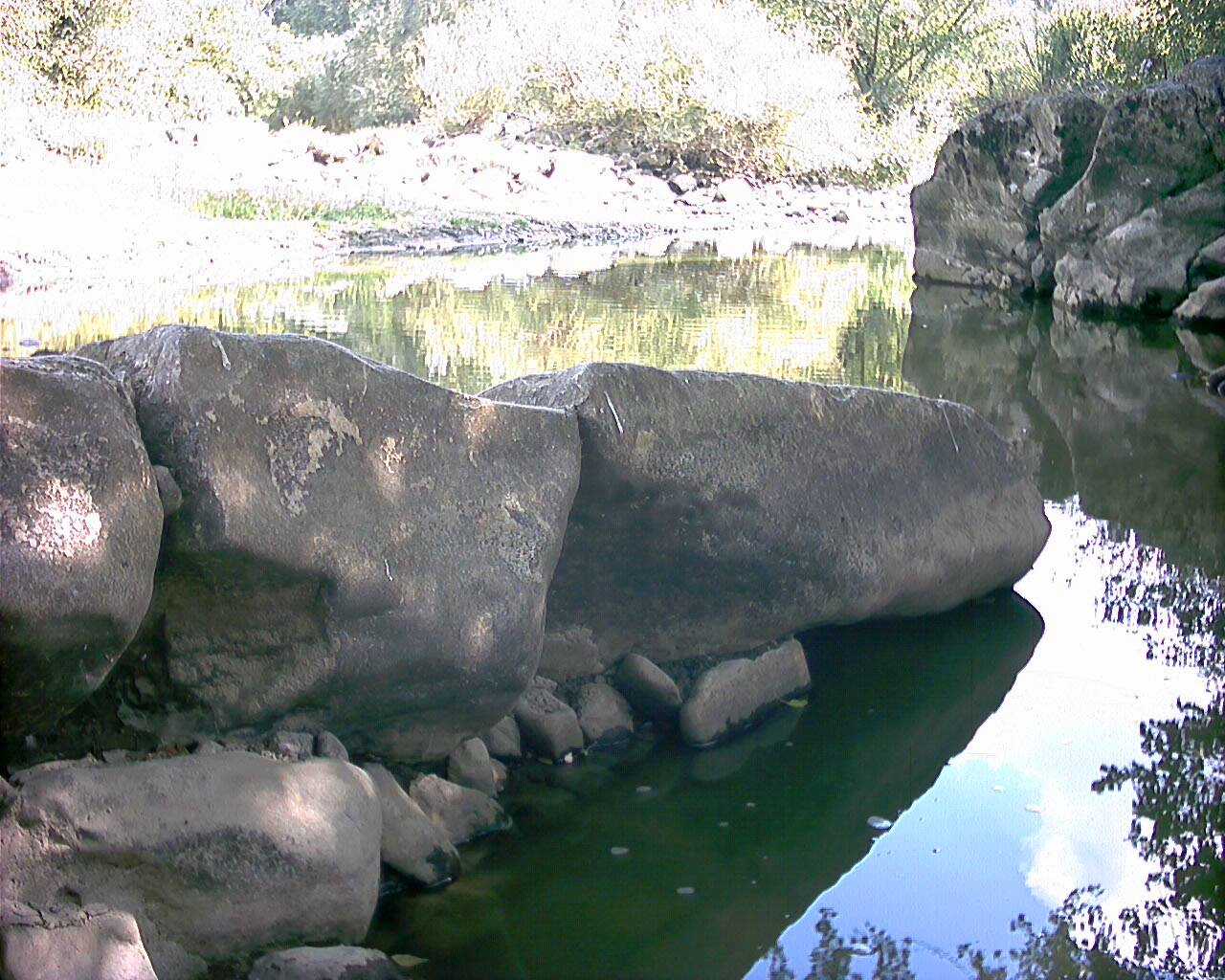
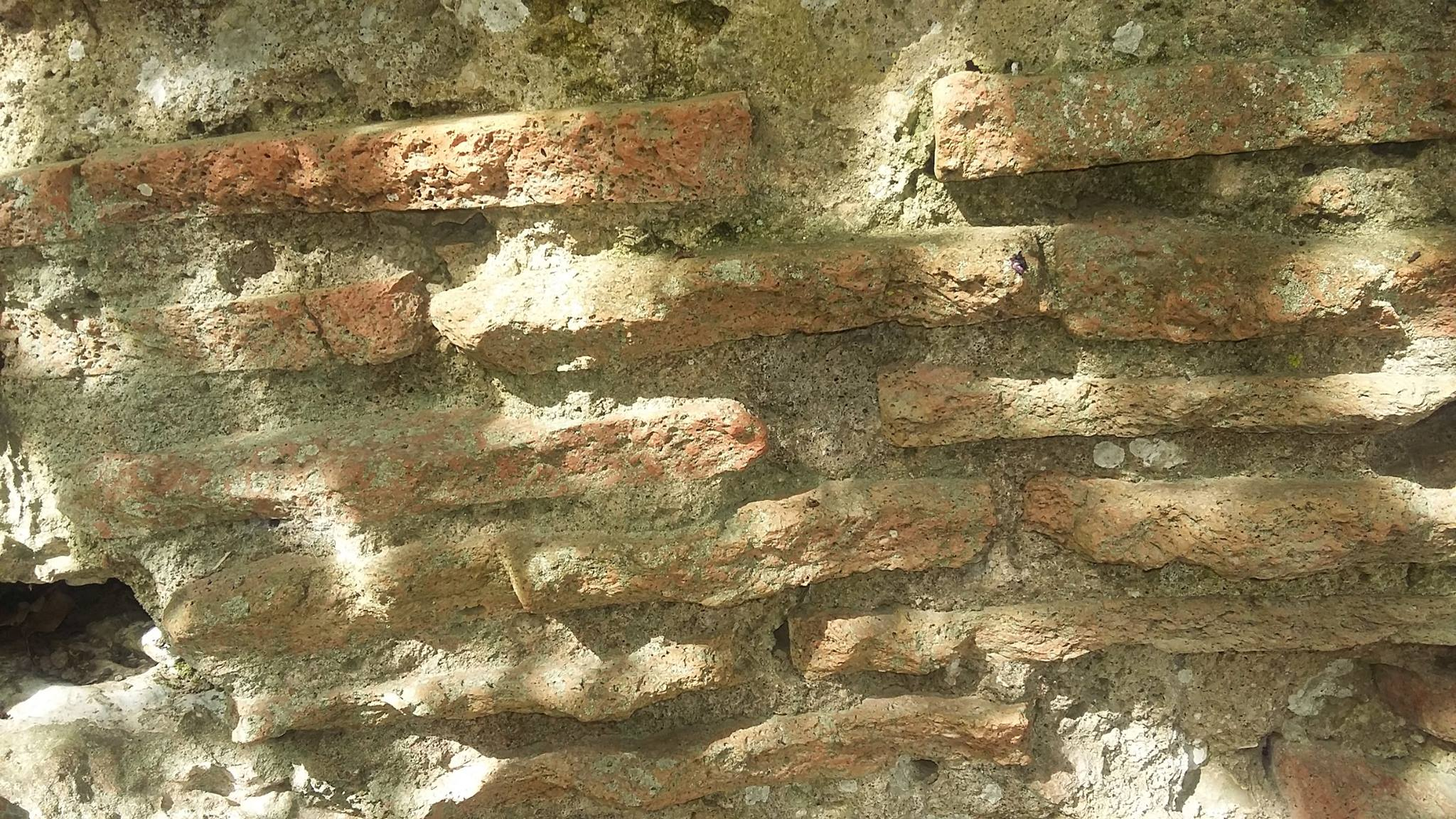
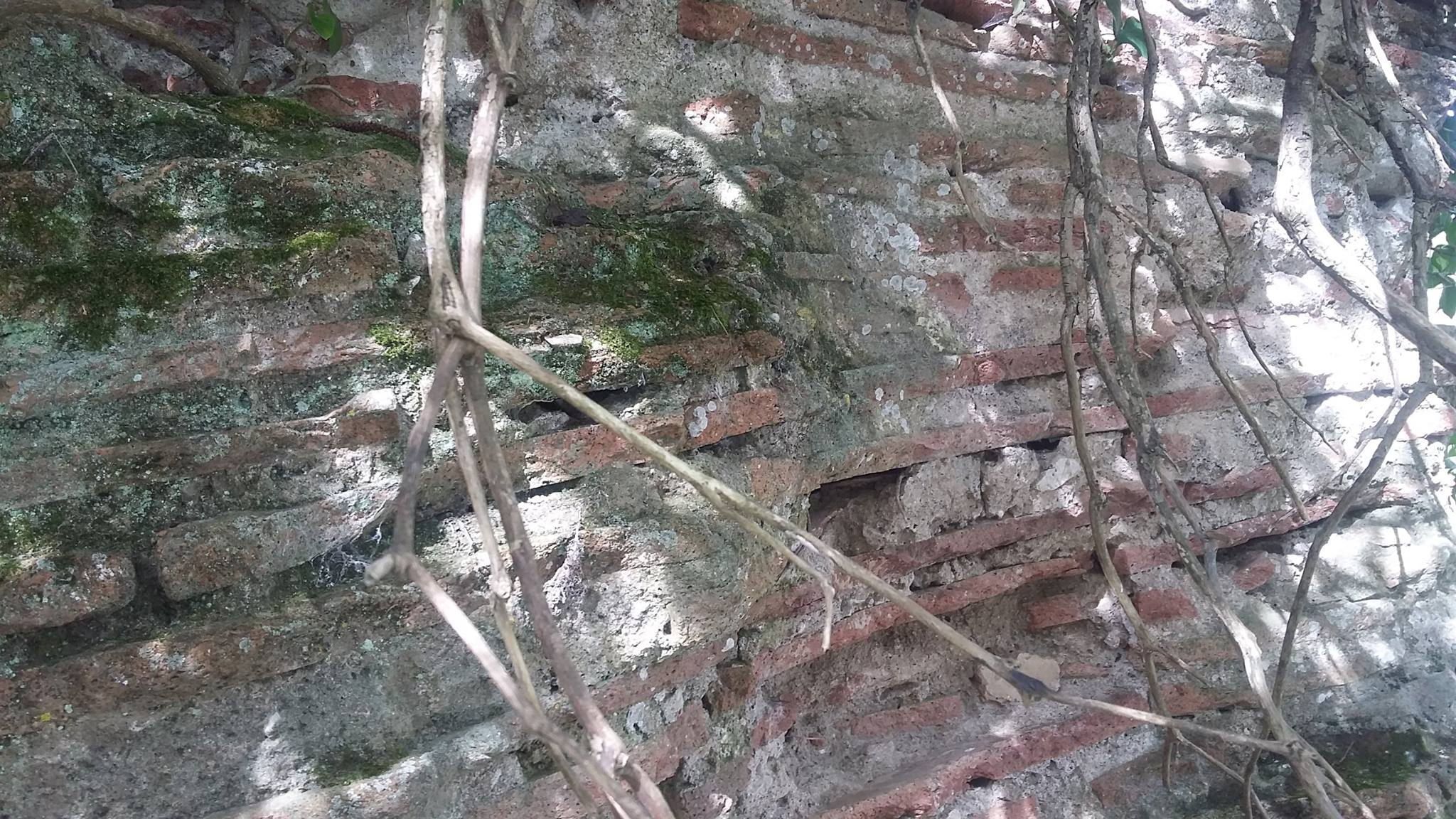
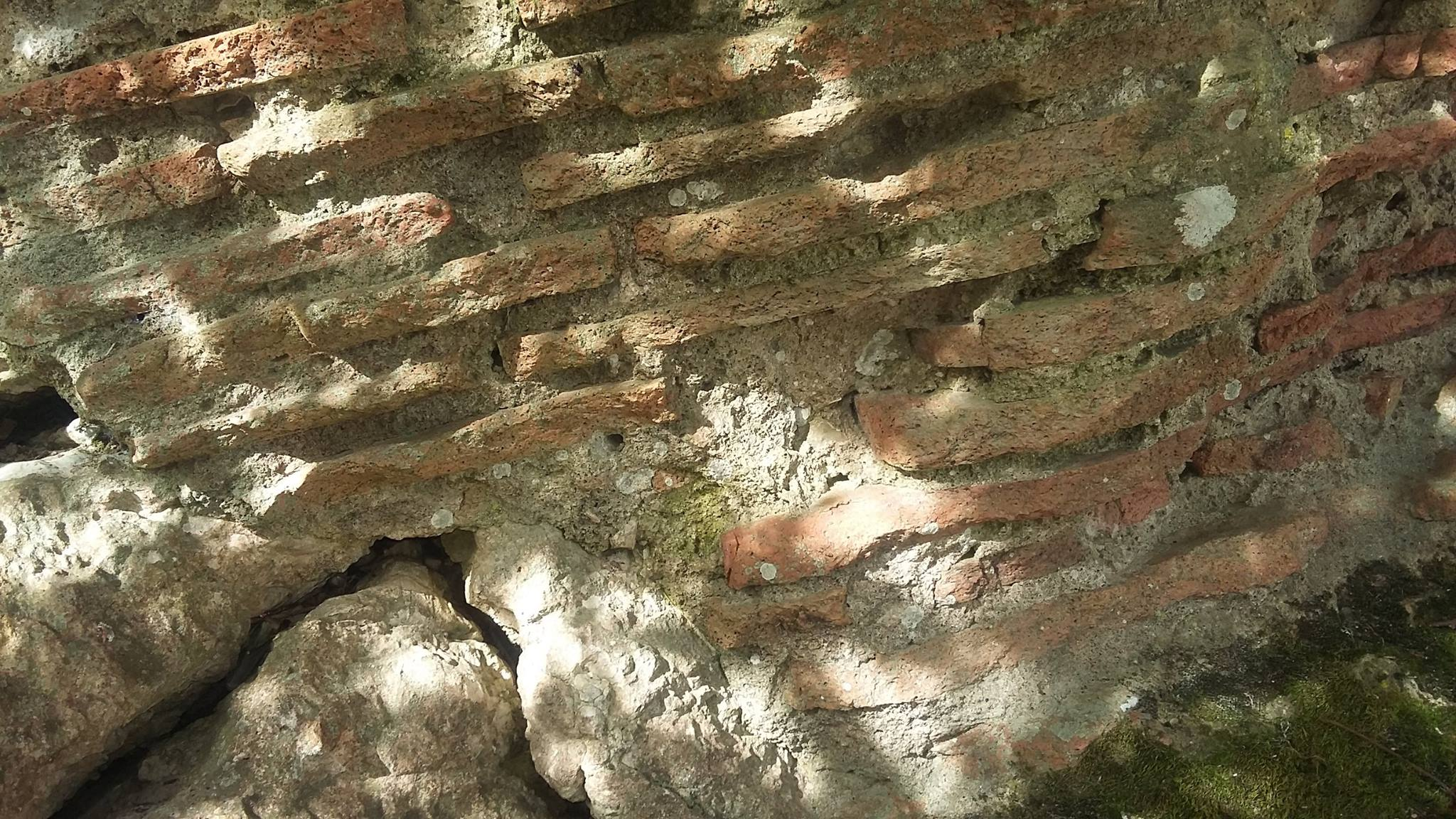
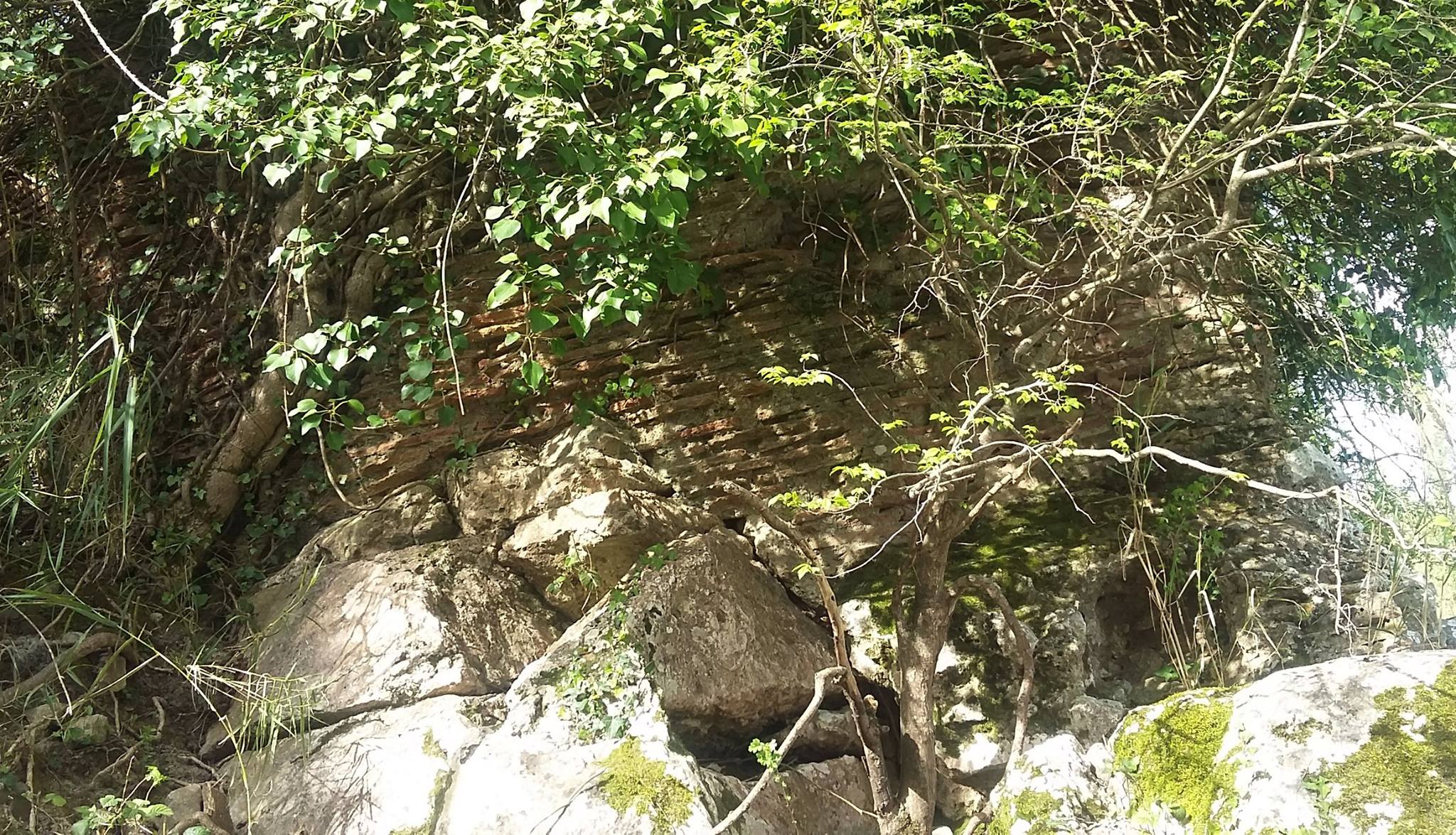
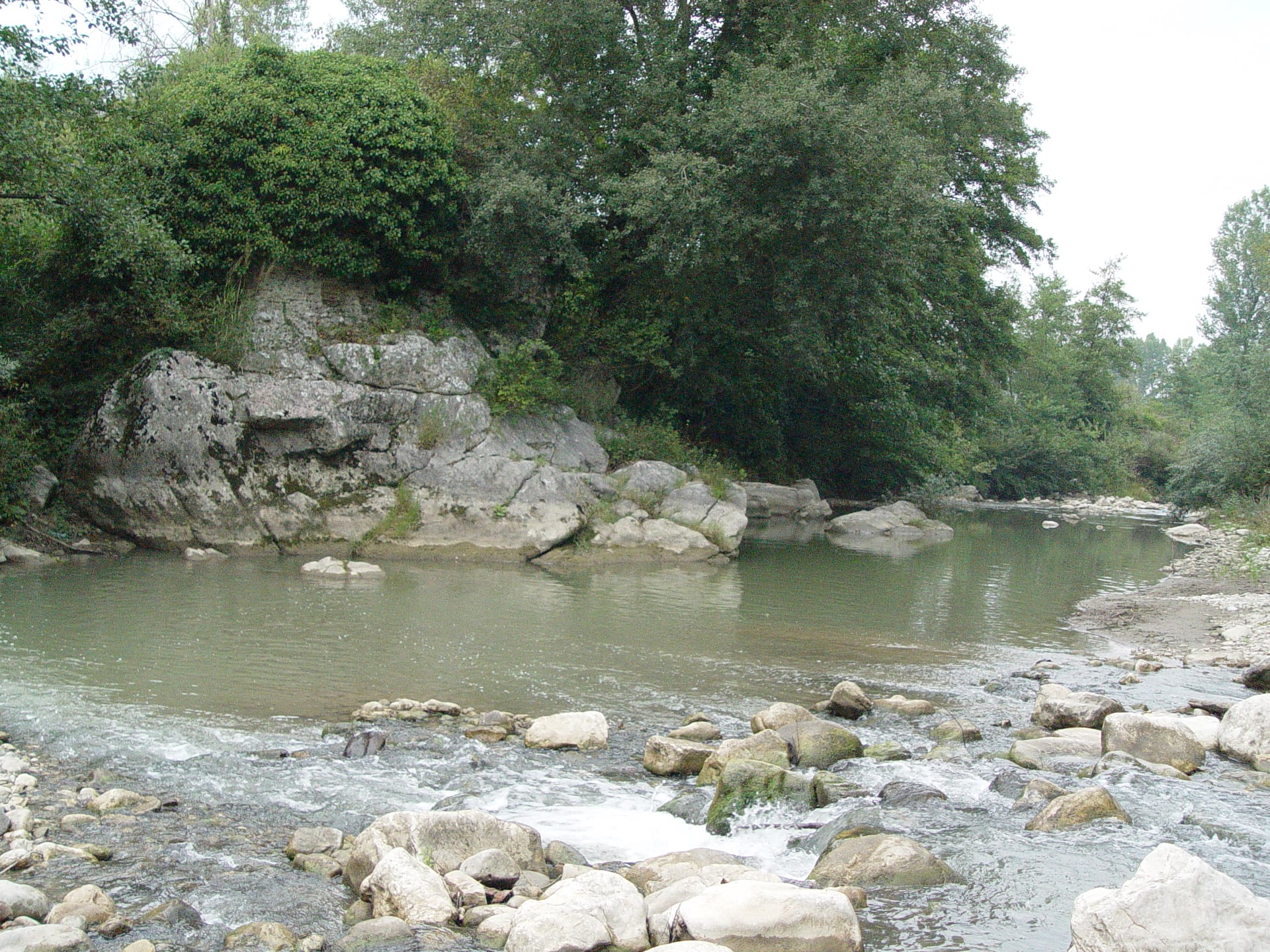
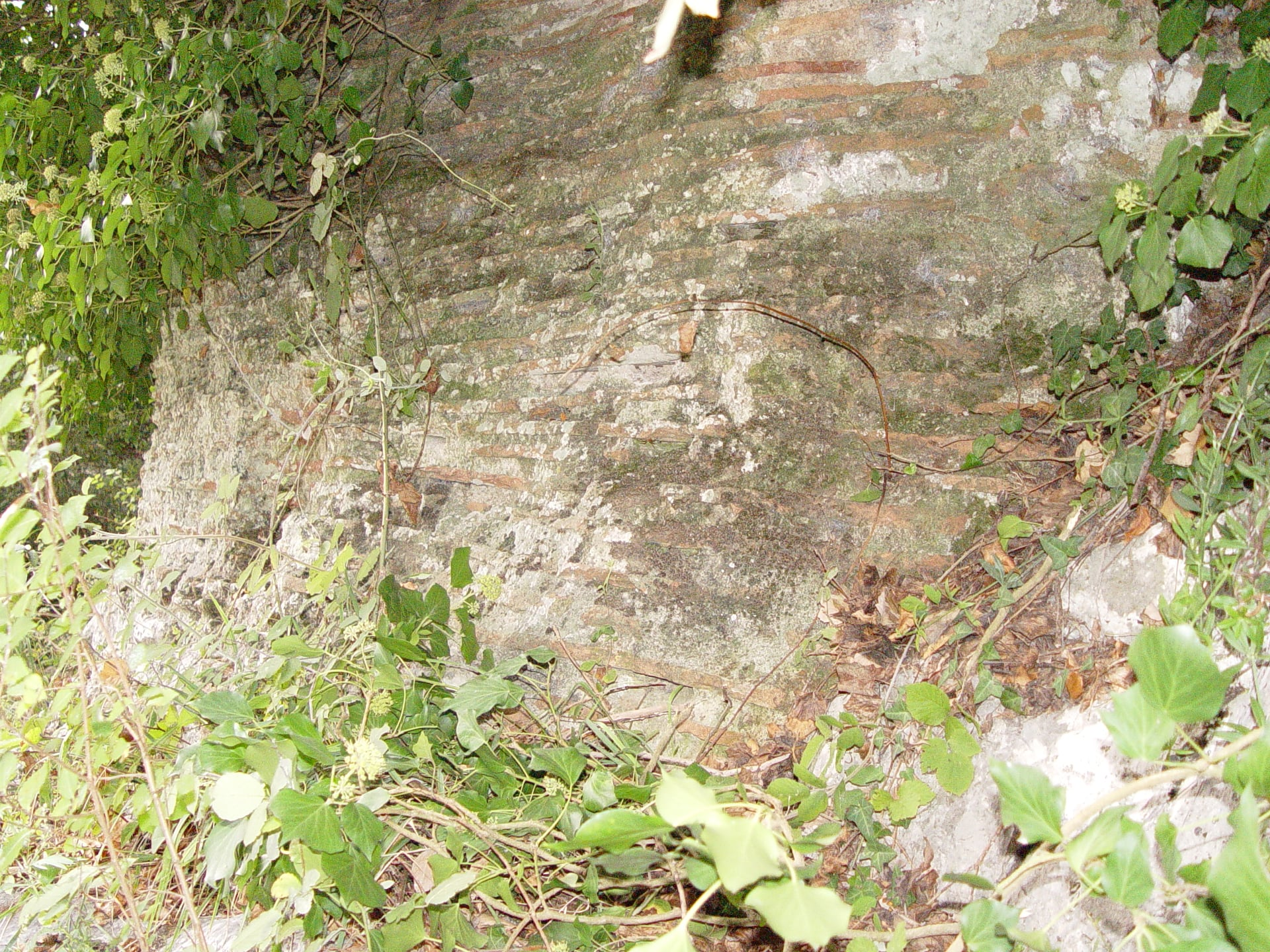
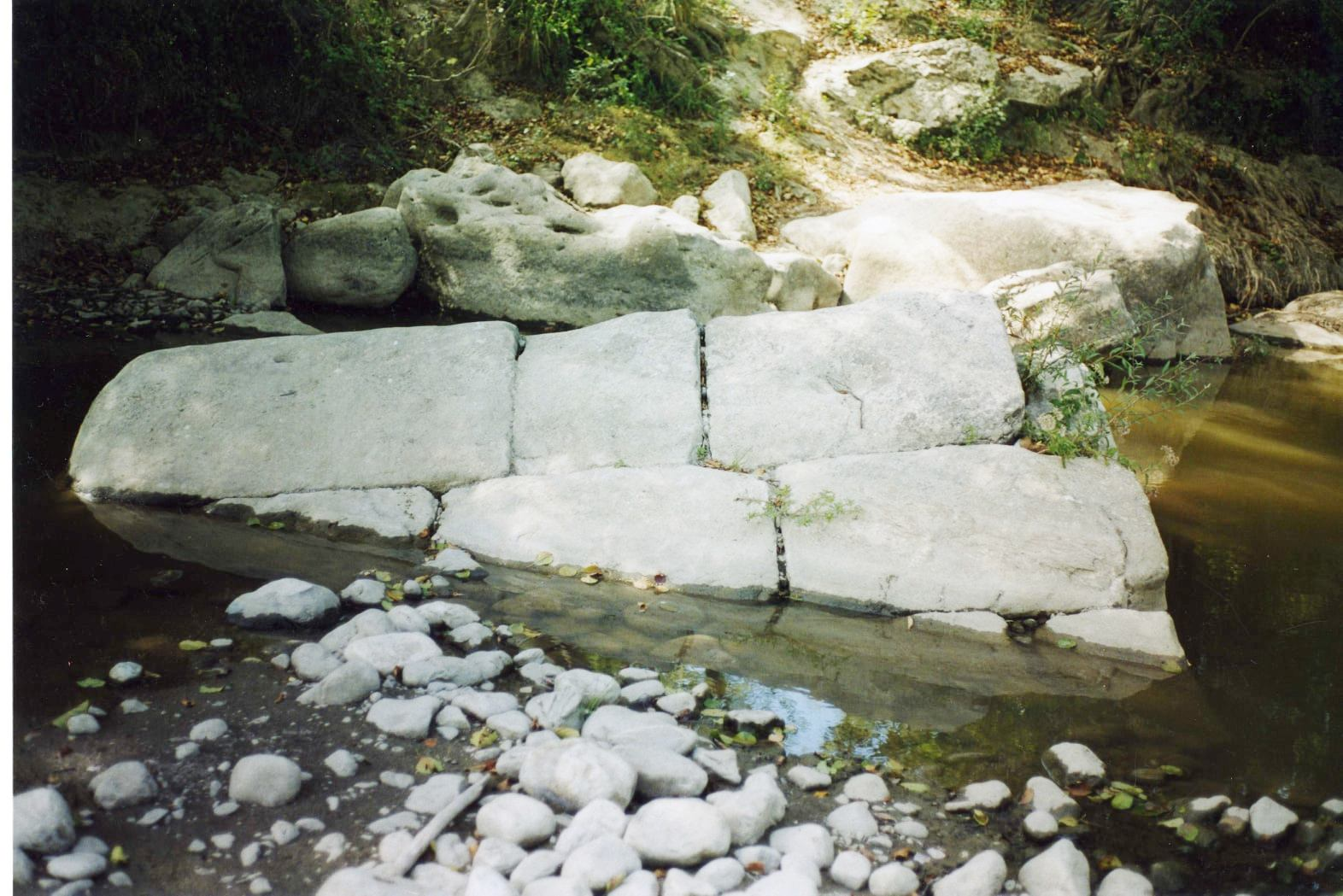
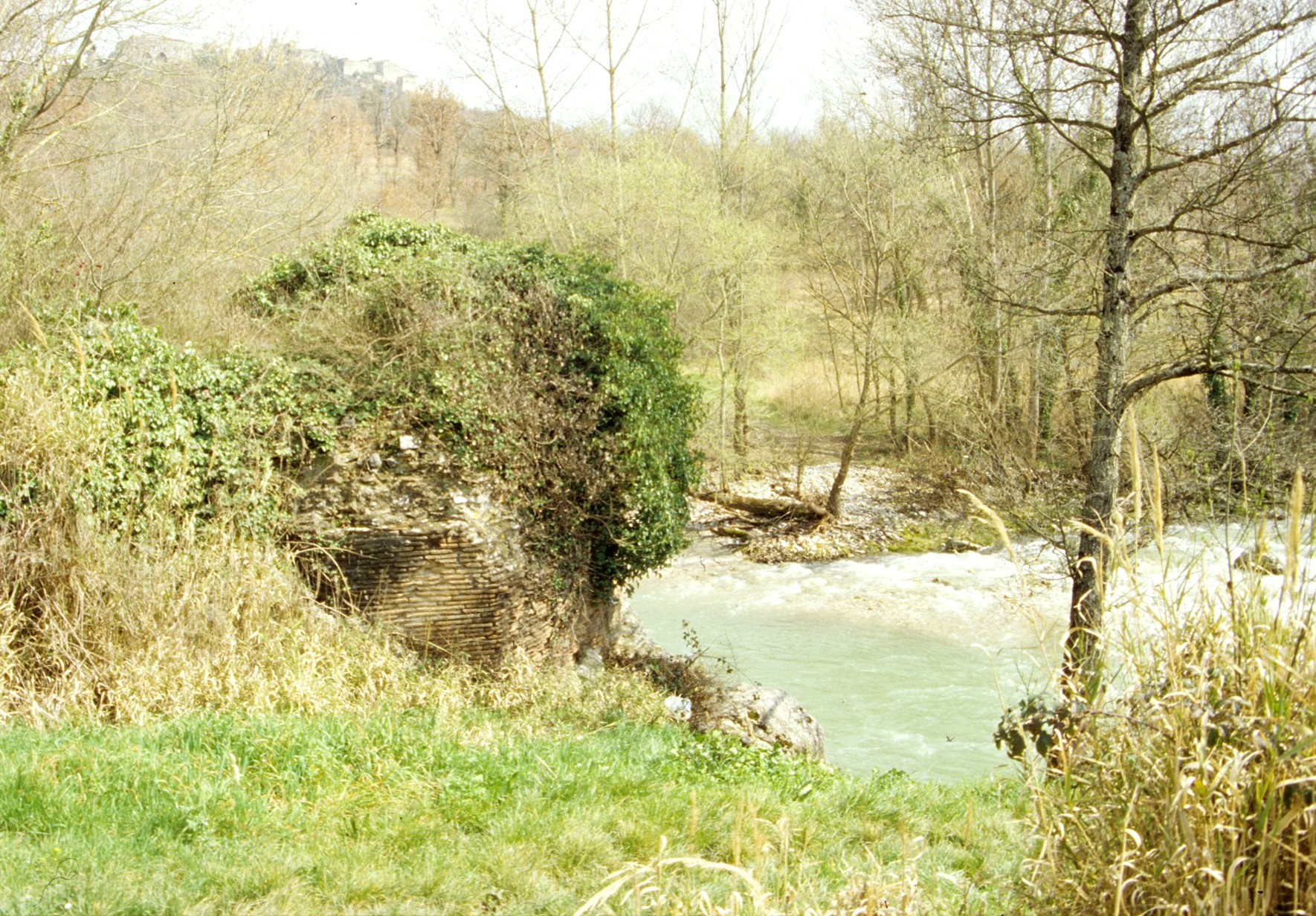
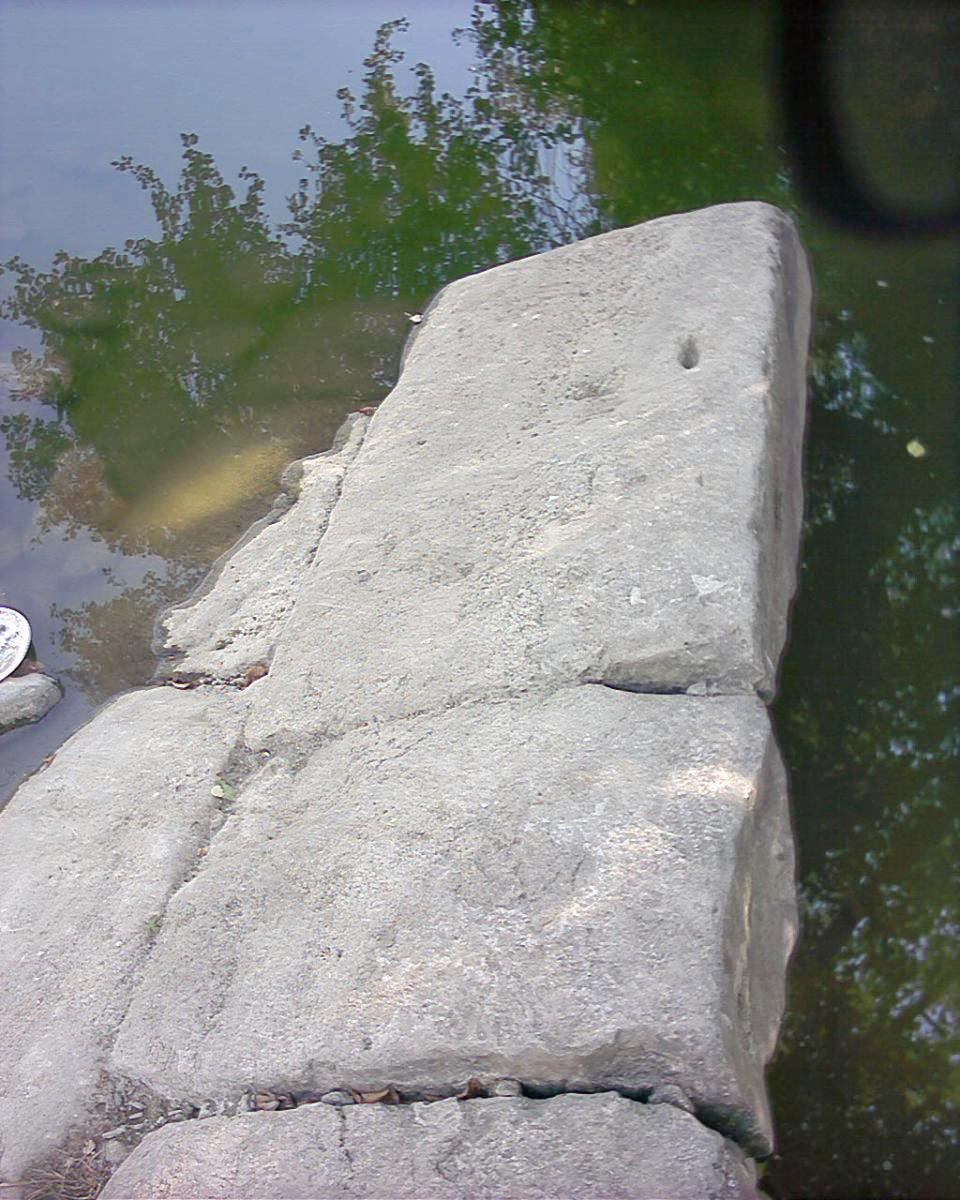
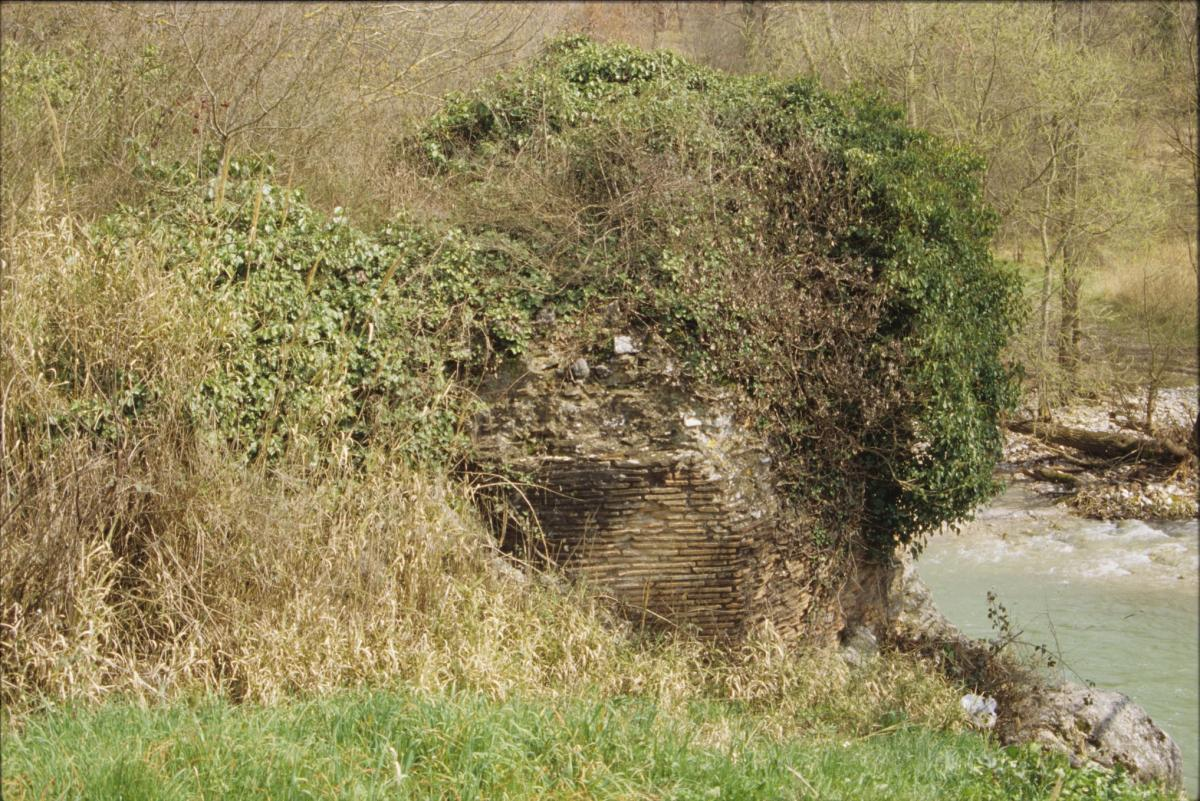
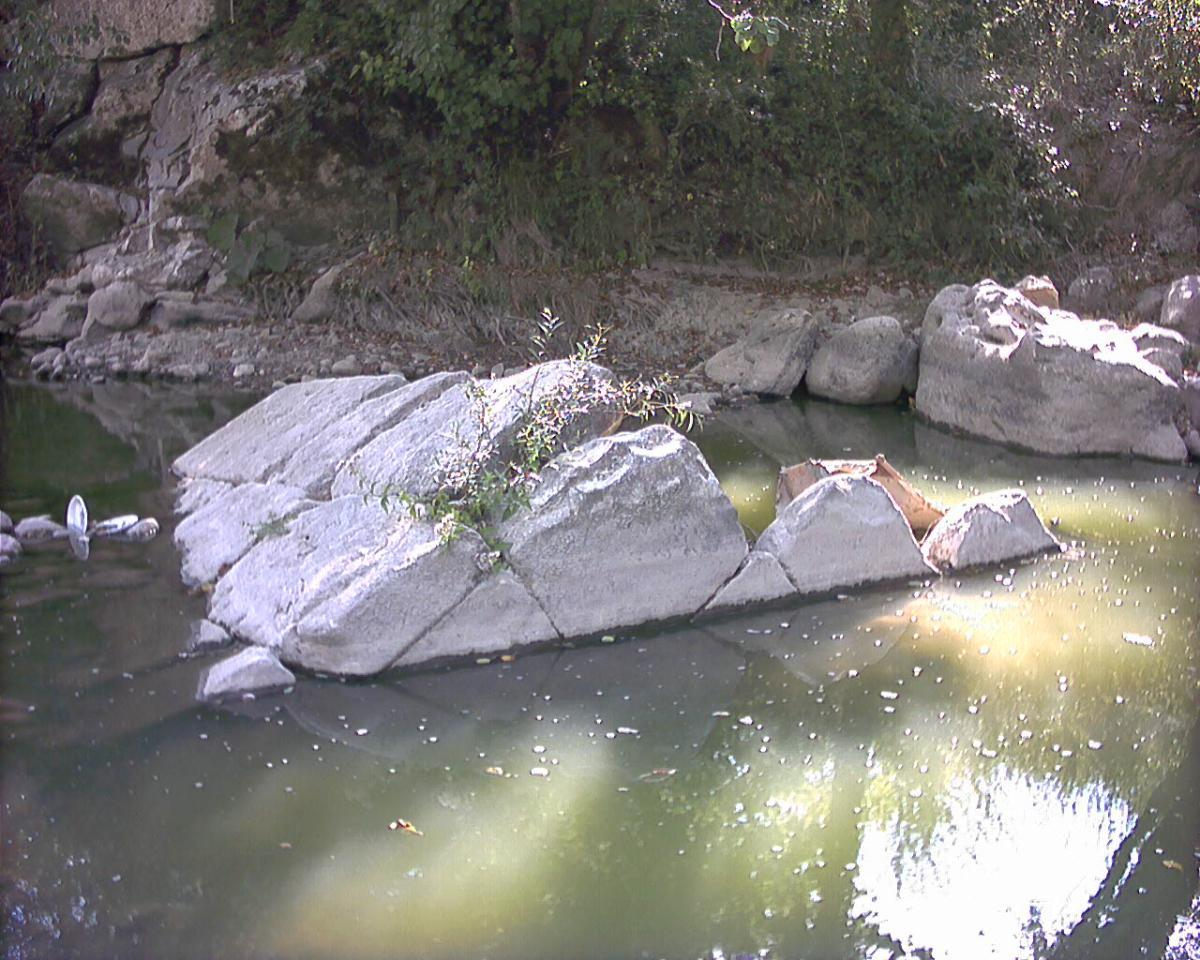
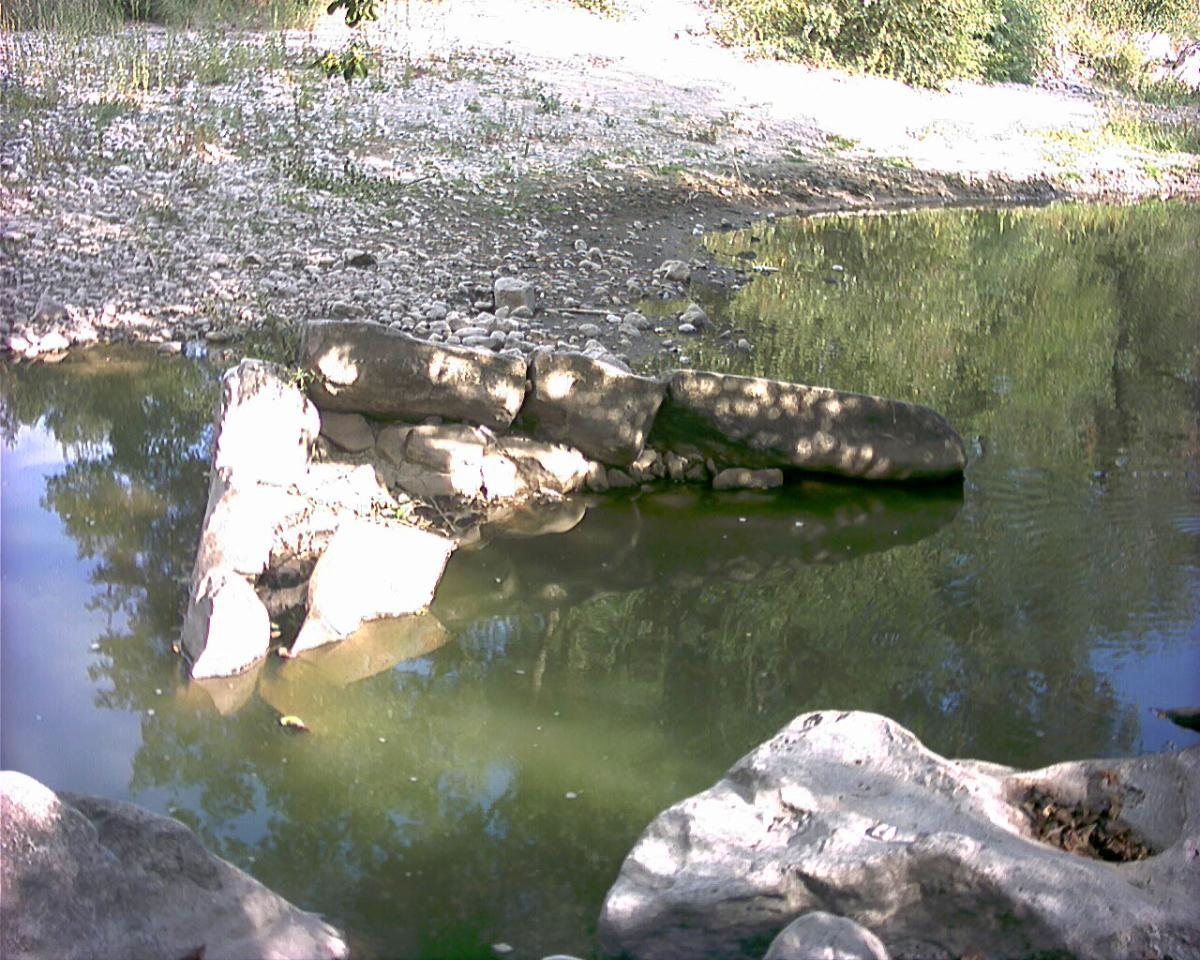
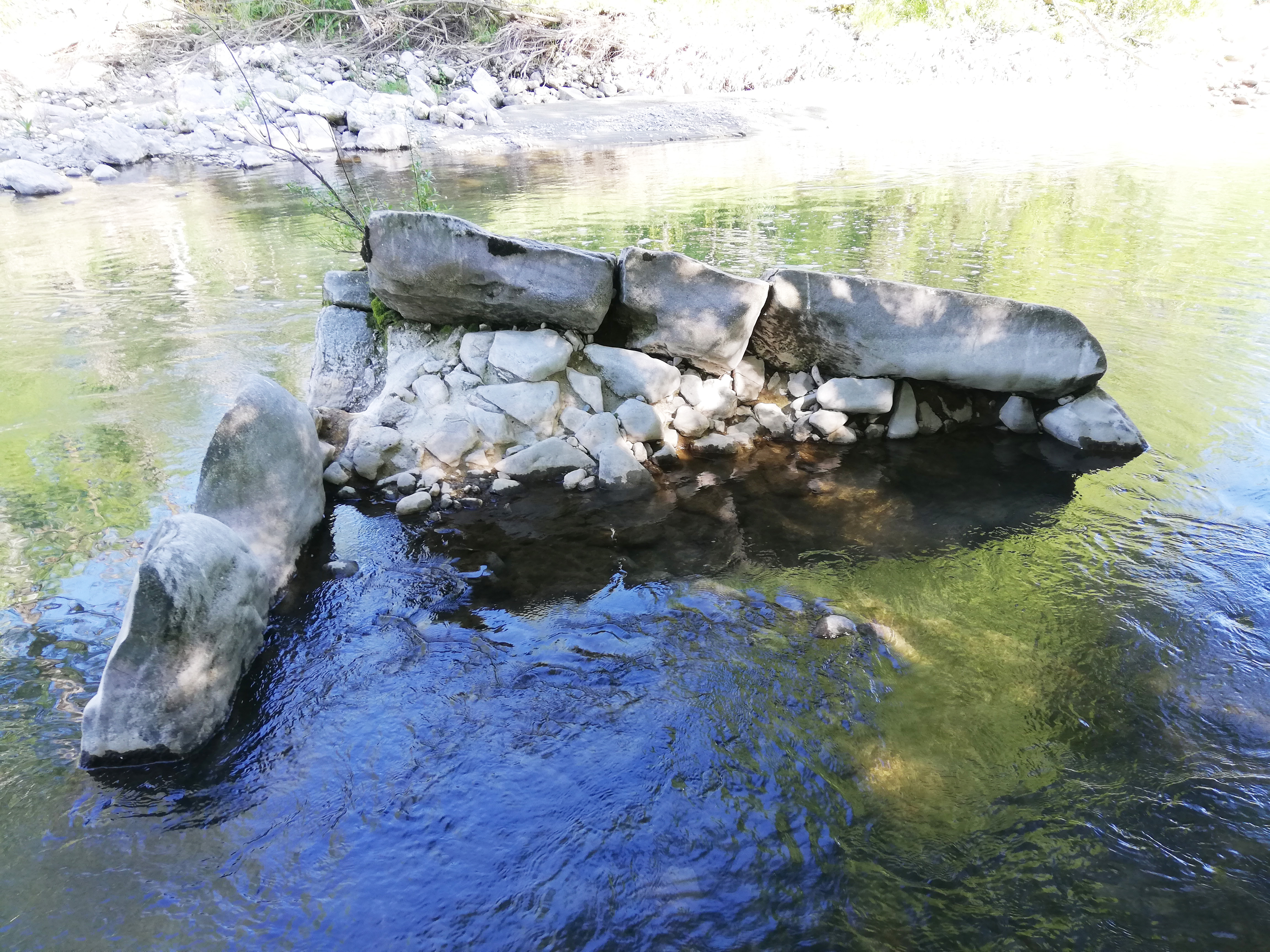
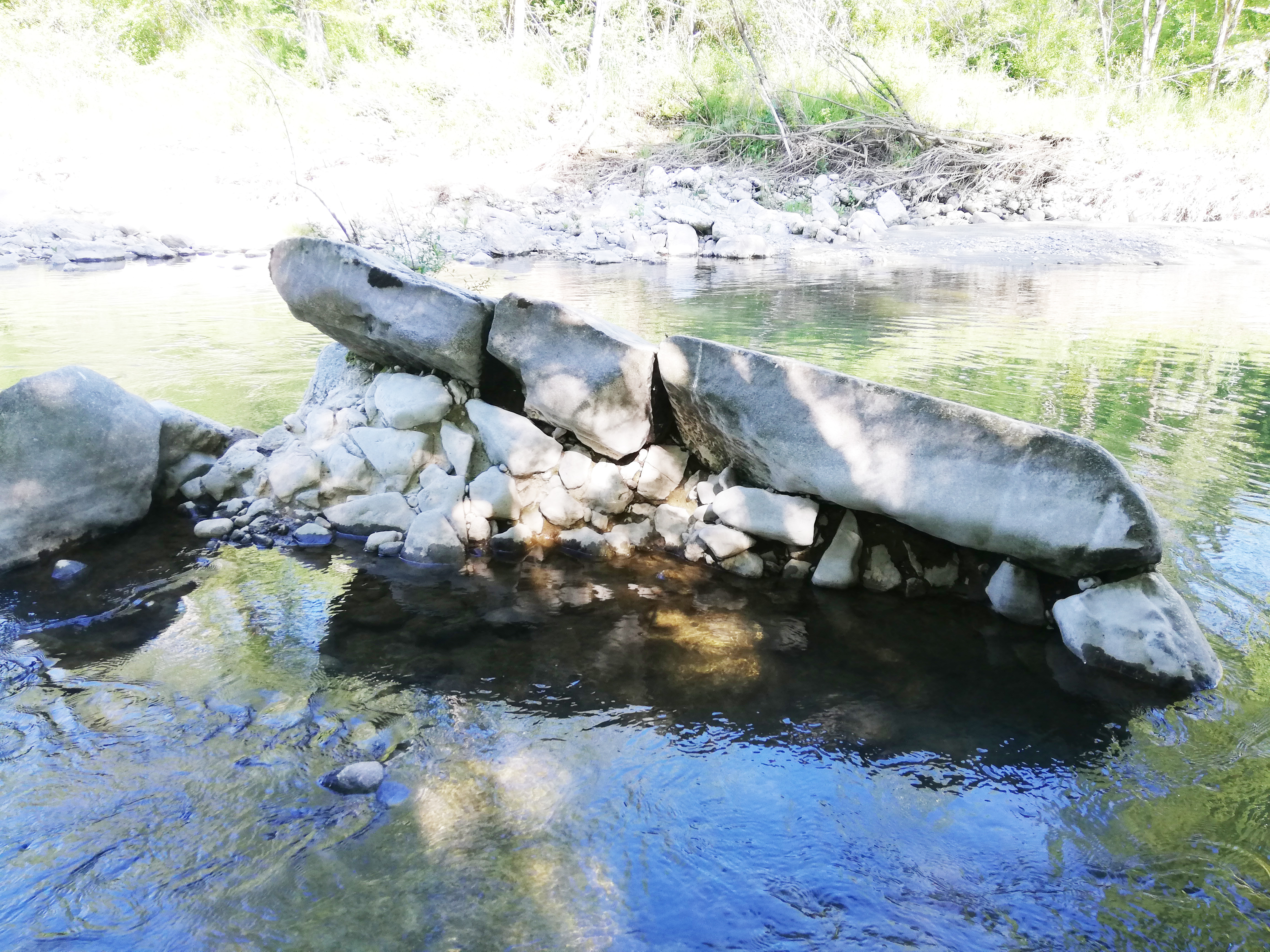
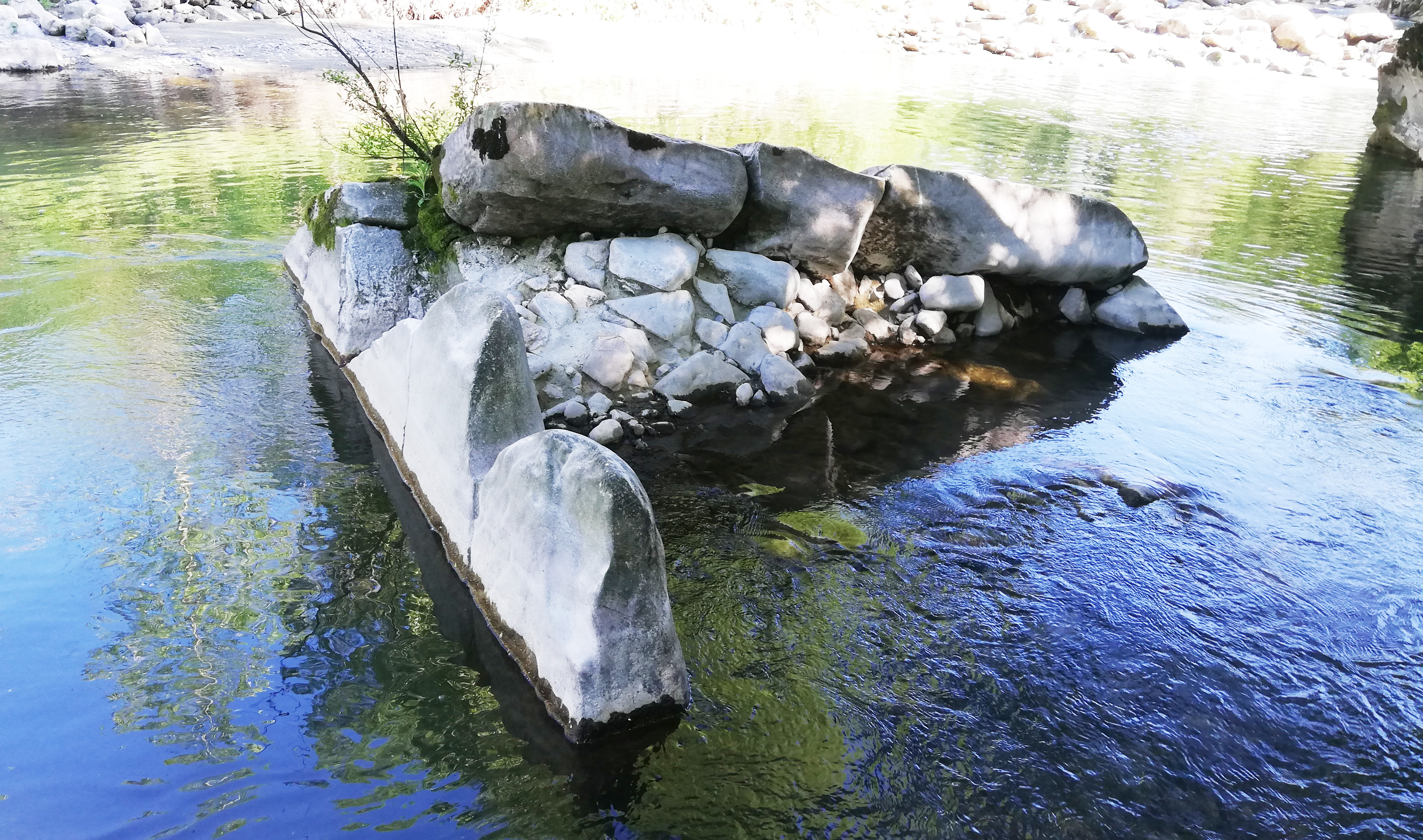
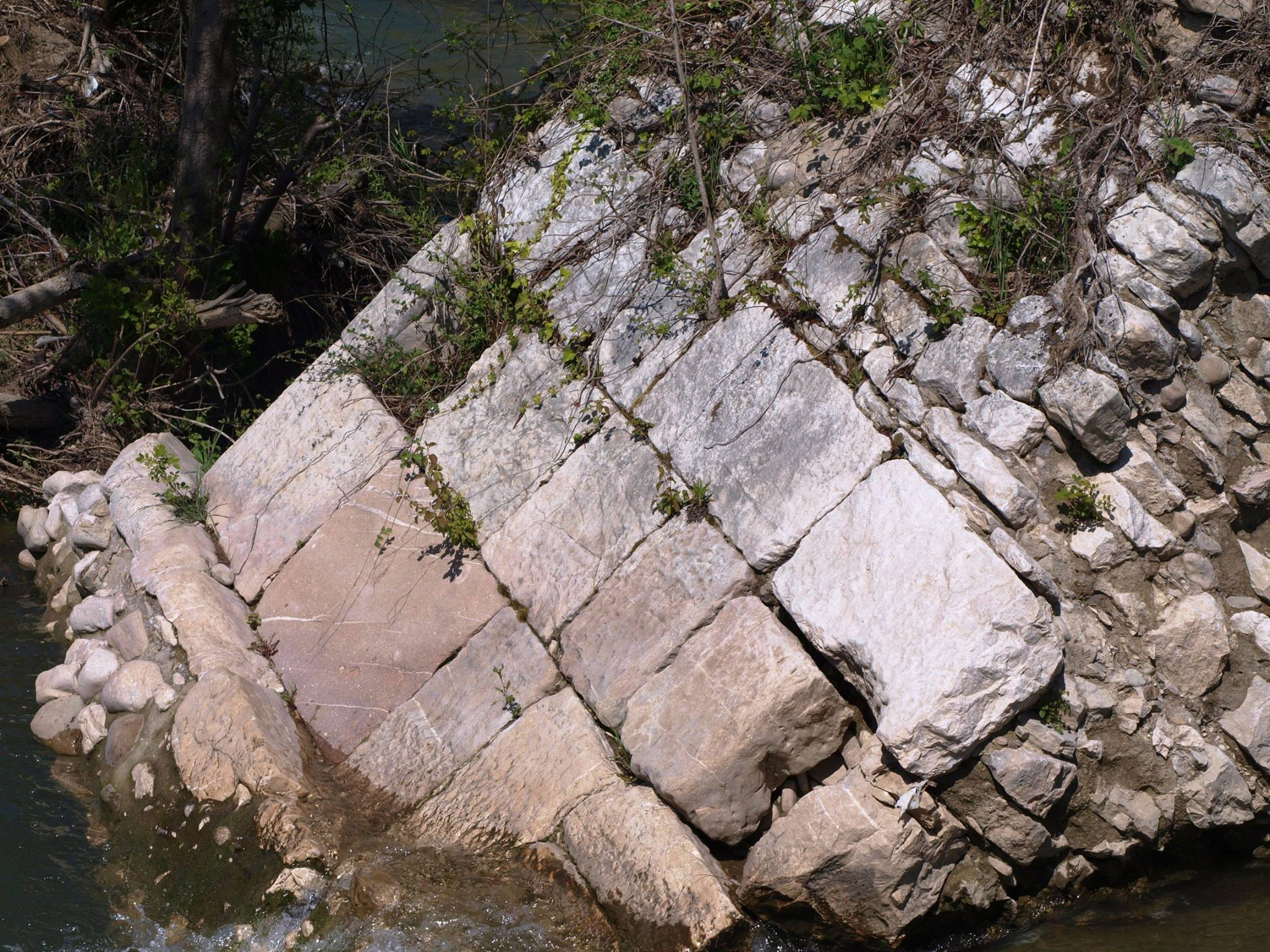
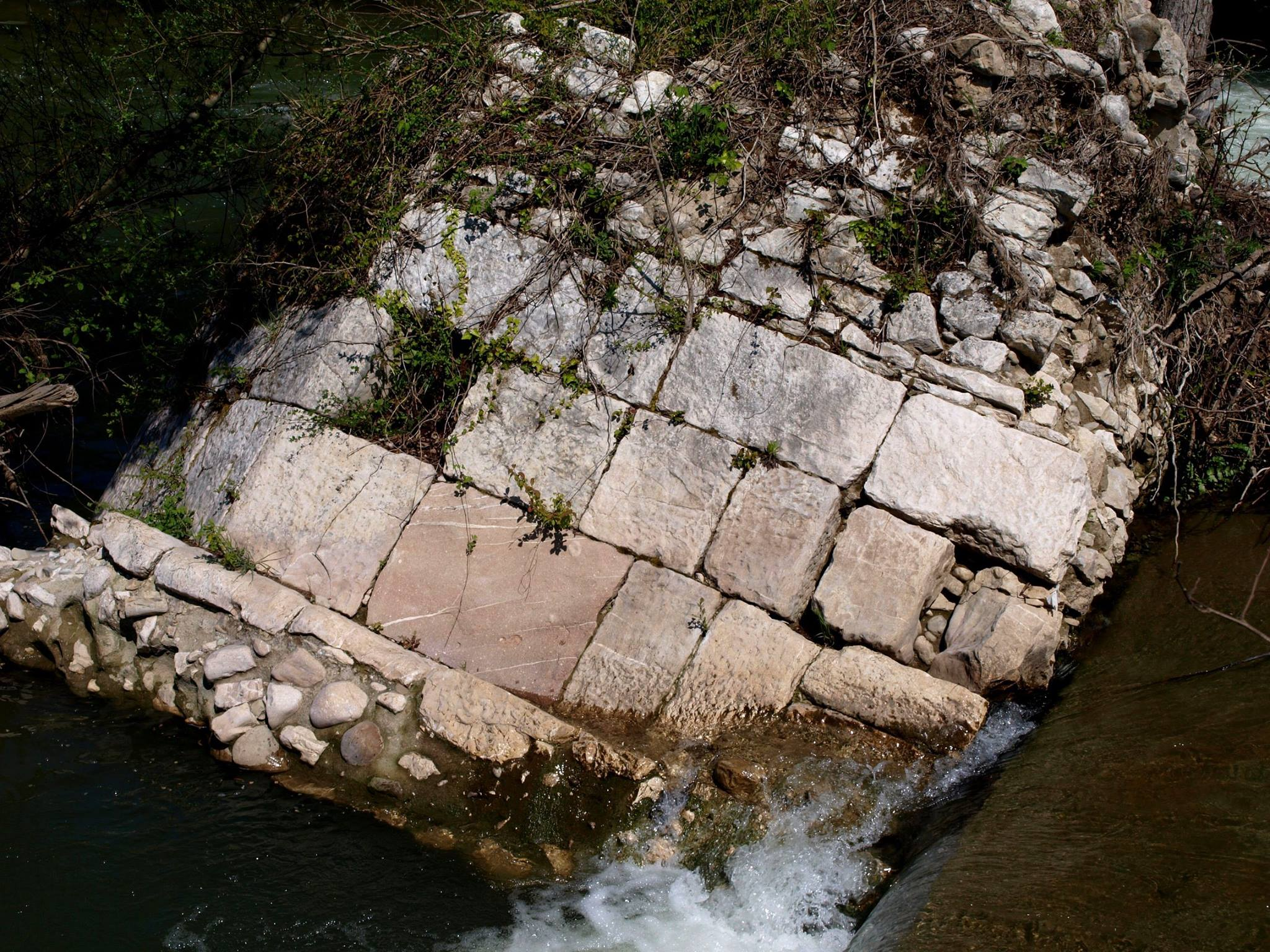
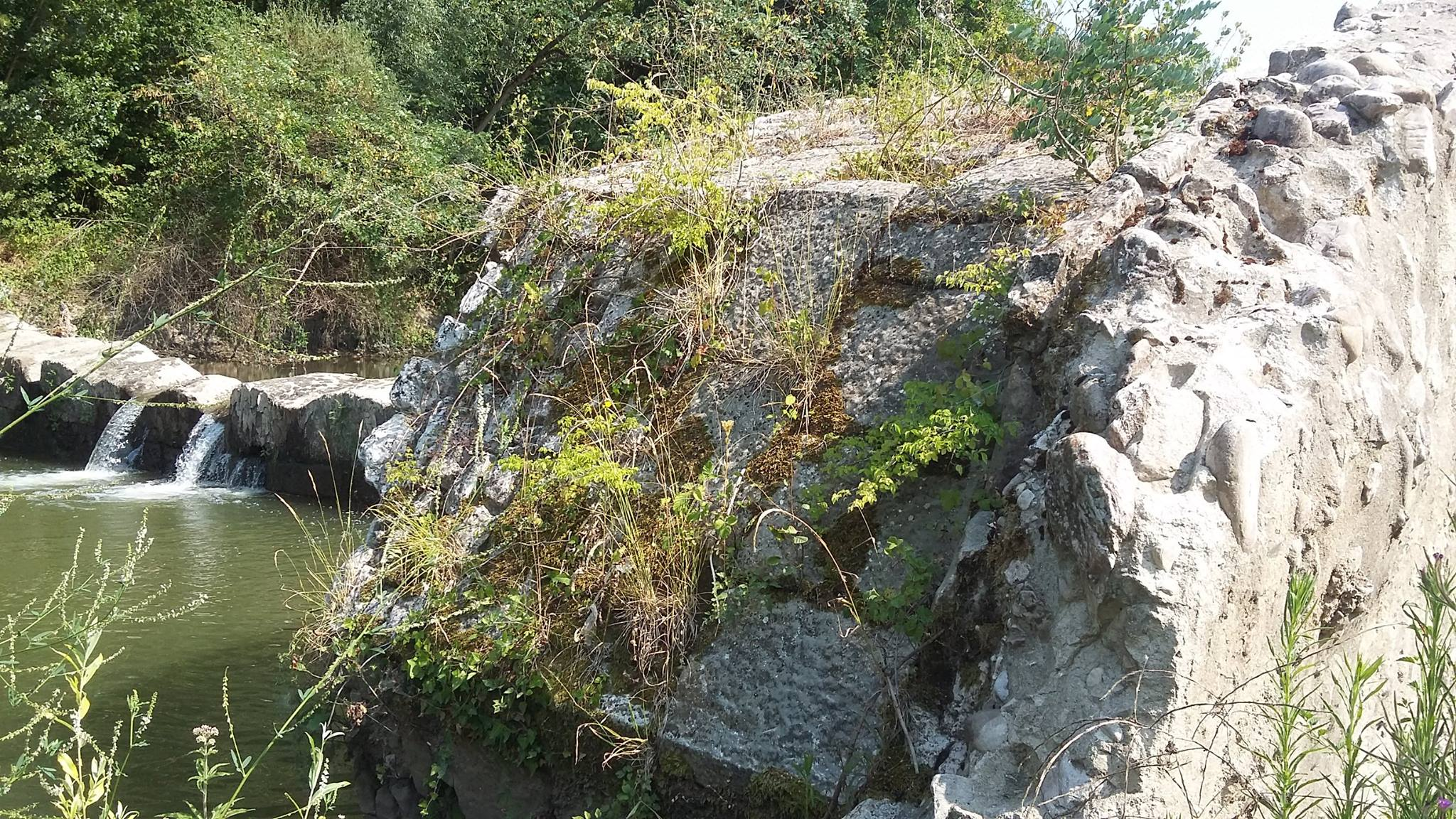